# Metaleptyphantes dentiferens
Metaleptyphantes dentiferens är en spindelart som beskrevs av Robert Bosmans 1979. Metaleptyphantes dentiferens ingår i släktet Metaleptyphantes och familjen täckvävarspindlar.
Artens utbredningsområde är Kenya. Inga underarter finns listade i Catalogue of Life.